# かとれあ丸2
かとれあ丸2（かとれあまる）は、東海汽船が運航していた客船である。主に熱海～伊東～伊豆大島航路に就航していた。

## 概要
初代かとれあ丸の代替船として、三菱重工業下関造船所で建造され、1989年（昭和64年）に就航した。船価は19億円。
熱海～伊東～伊豆大島航路に就航していた。夏季には一時的に東京～新島航路にも転配されていた。船名は当初、かとれあ丸2であったが、就航後数年で2が外された。初代かとれあ丸と比べてシアのない直線的なシルエットが印象的である。2000年の三宅島噴火時には島のライフラインを維持する為に必要な職員の為のホテルシップとして活躍した。
2001年、高速船の就航に伴い引退した。
その後、海外売船され、インドネシアでCATTLEYA EXPRESSとして就航している。